# Tilloclytus elongatus
Tilloclytus elongatus là một loài bọ cánh cứng trong họ Cerambycidae.